# Bianca Donadio
Répertoire
La Sonnambula
Lucie de Lammermoor
L'Élixir d'amour
Le Barbier de Séville
Le Pardon de Ploërmel
Bianca Donadio, nom de scène de Fanny Dieudonné, dite aussi Blanche Dieudonné, est une soprane française née le 21 décembre 1848 à Fresnes-en-Woëvre et morte le 17 novembre 1911 à La Poôté, aujourd'hui Saint-Pierre-des-Nids. Repérée par le musicien et imprésario Maurice Strakosch (en), elle a une carrière florissante dans les années 1870 et 1880. Très pieuse et très modeste durant sa carrière, l'annonce de son entrée en religion est une rumeur récurrente dans la presse de l'époque. En 1887 toutefois, Donadio épouse le ténor suisse Joseph Frapolli et le couple se retire de la vie publique l'année suivante.

## Biographie

### Jeunesse
Fanny Marie Gabrielle Dieudonné est née le 21 décembre 1848 à 23 h dans la ville de Fresnes-en-Woëvre. Elle est la fille des époux Robert Victor Dieudonné, trente-sept ans et receveur à cheval des contributions indirectes, et Justine Franck, vingt-sept ans et sans profession.
Robert Dieudonné meurt le 9 mai 1872 à Montereau-Fault-Yonne, sa veuve et sa fille se retrouvent dans une situation difficile. Maurice Strakosch (en), musicien et imprésario américain d'origine tchèque et directeur de la Comédie-Italienne de Paris, découvre son talent pour le chant lors d'une audition où elle chante avec perfection le rondo de Lucie de Lammermoor et la valse du Pardon de Ploërmel. Mme Peudefer, professeure de chant de la jeune femme, appuie sa candidature et Strakosch lui propose un contrat d'exclusivité pour cinq ans, gagnant 1 250 F. mensuels la première année, 1 500 la seconde, 2 000 la troisième, 3 000 la quatrième et 4 000 la cinquième.

### Carrière
Sa carrière d'artiste débute, elle prend le pseudonyme de Bianca Donadio. En décembre 1873, elle monte sur les planches pour la première fois, à la Comédie-Italienne, dans La sonnambula de Vincenzo Bellini, où la critique est bienveillante et enthousiaste. Adelina Patti, qui fut une autre protégée de Maurice Strakosch, est considérée comme la meilleure cantatrice de son temps, Bianca Donadio comme la deuxième. Se produisant en Europe jusqu'en Russie et même aux États-Unis, Donadio joue aussi bien en français qu'en italien Lucie de Lammermoor, Le Barbier de Séville, Le Pardon de Ploërmel (en italien Dinorah), L'elisir d'amore ou L’Étoile du Nord.

### Mariage et retraite
Le 14 mai 1887 à 10 h à la mairie du Vésinet, Bianca Donadio épouse le ténor suisse Joseph Maxime Hercule Frapolli, né à Oran le 29 mai 1846. Il avait divorcé de Lucie Ricca le 8 janvier 1886. Le couple vivait au no 11, rue Thiers du Vésinet, avec la veuve Dieudonné. Ferdinand Strakosch, frère de Maurice devenu l'imprésario de Donadio peu après ses débuts, est témoin au mariage.
Le couple quitte la scène en 1888 et vit de ses rentes dans sa résidence de campagne du Vésinet.
Bianca Donadio meurt le 17 novembre 1911 à La Poôté, aujourd'hui Saint-Pierre-des-Nids. Elle est inhumée au cimetière de Quinéville.

## Mysticisme
Bianca Donadio est élevée dans un milieu petit bourgeois légitimiste et très catholique (une de ses tantes est religieuse) voire superstitieux. Elle est pratique un ascétisme fervent, fréquente beaucoup les églises et envoie les fleurs qu'elle reçoit pour orner les autels.
Quand elle touchera ses premiers cachets, elle remerciera beaucoup Dieu de lui avoir fait rencontrer Maurice Strakosch. Donadio gardera toujours un train de vie modeste et, de façon récurrente durant sa carrière, la rumeur voudra qu'elle arrête son activité pour entrer au couvent.
Au soir du 23 mars 1881, un violent incendie détruisit l'opéra de Nice. Donadio devait jouer Lucie et faisait des vocalises dans sa loge. C'est en ouvrant la porte qu'elle voit le feu qui l'empêche de passer. Elle s'agenouille et prie Dieu qu'Il ait son âme, alors qu'un homme entre et ouvre une porte cachée au moyen d'un levier. Donadio passe la porte qui mène sur un corridor conduisant à l'extérieur de l'opéra et est sauve. Elle gardera toujours la conviction que c'est un ange ayant pris forme humaine car elle ne le retrouva jamais.